# Carretera Estatal de Idaho 14
La Carretera Estatal de Idaho 14, y abreviada SH 14 (en inglés: Idaho State Highway 14) es una carretera estatal estadounidense ubicada en el estado de Idaho. La carretera inicia en el sur desde la SH 13     en Grangeville hacia el norte en la Sweeney Hill Road in Elk City. La carretera tiene una longitud de 79,7 km (49.515 mi).

## Mantenimiento
Al igual que las autopistas interestatales, y las rutas federales y el resto de carreteras estatales, la Carretera Estatal de Idaho 14 es administrada y mantenida por el Departamento de Transporte de Idaho por sus siglas en inglés ITD.